# 眼神经
眼神經（Ophthalmic nerve）是第五對腦神經——三叉神經（Trigeminal nerve）的三個主要分支之一，負責傳遞頭部前額區域的感覺信息。眼神經僅包含感覺纖維，不參與運動功能。它從三叉神經節（Gasserian ganglion）發出，穿過海綿竇（Cavernous sinus）和眶上裂（Superior orbital fissure），進入眼眶並分為多條分支，包括鼻睫神經（Nasociliary nerve）、淚腺神經（Lacrimal nerve）和額神經（Frontal nerve）。這些分支分別負責眼球、淚腺、鼻腔以及前額皮膚的感覺傳導。
。

## 分支
- 鼻睫神經
  - 睫狀神經節感覺根
  - 篩後神經
  - 長睫狀神經
  - 滑車下神經
  - 篩前神經
- 淚腺神經
- 額神經
  - 滑車神經
  - 眶上神經